# エレクトリック・ソリューションズ・ウルム
エレクトリック・ソリューションズ・ウルム （Electronic Solutions Ulm、略称ESU）は、ドイツの鉄道模型のデジタルコマンドコントロール(DCC)の機器を製造販売する会社である。
製品はLokPilotやLokSoundシリーズのデコーダで最近のメルクリンはESUと共同で新世代の動力車のデコーダの開発生産を行っている。
ESUは効果音を備えたデコーダーを最初に商業的に生産した企業の一社である。その特徴により同社の製品は鉄道模型の愛好家の間で広く使用される。彼らの Loksound v3 デコーダーは末端の使用者によってLokProgrammerを使用する事によって効果音を使用するデコーダに再プログラムする事が可能で利便性が向上している。
LokPilotやLokSoundのようないくつかのデコーダはDCC同様にモトローラフォーマットにも対応していてメルクリンのアナログ交流式でも使用できる。
一方、LokPilotDCCは純粋なDCCデコーダで純粋なメルクリン/モトローラの環境では作動しない。